# Biliu de Campina
Severino Xavier de Souza (Campina Grande, 1 de março de 1949 – Campina Grande, 8 de julho de 2024), mais conhecido como Biliu de Campina foi um compositor, cantor e advogado brasileiro.

## Carreira
Formou-se em direito, pela Universidade Estadual da Paraíba (UEPB), mas trocou a advocacia pela música em 1978 quando iniciou a carreira artística, resgatando o forró de raiz. Biliu foi um forrozeiro que transitava pela sua cidade natal tranquilamente, sendo um referencial e um patrimônio cultural da cidade. Era fácil encontrá-lo no meio dos turistas no Parque do Povo e horas depois estava em cima do palco fazendo show.
Se autointitulava como o maior carrego de Campina Grande. Critica as bandas de forró eletrônico e forró universitário, pois não trazem consigo a essência dos forrós tradicionais, que aparecem como Balão junino; fazendo forró a força e dizendo que estão dando força para o Forró.
Biliu lançou três discos independentes: Tributo a Jackson e Rosil; Forró O Ano Inteiro e Matéria Paga. E lançou dois CDs independentes: Do Jeito Que O Diabo Gosta e Forrobodologia. Em 2002 mantendo seu lado irreverente, lança: Diga Sim A Biliu de Campina, trocadilho da campanha nacional do Combate a Pirataria: Diga Não a Pirataria.
O Forró de Biliu teve toda a essência dos forrós tradicionais, com um suingue característicos dos discípulos de Jackson e uma irreverência no duplo sentido das letras que mostra bem toda a malicia e o bom humor nordestino. Biliu manteve um trabalho local por opção e por falta de oportunidade de mostrar seu trabalho a nível nacional; não queria se desgastar no sudeste, batendo portas lacradas e sendo trocado por modismos do mercado fonográfico.

## Morte
Faleceu aos 75 anos na tarde de 8 de julho de 2024, no Hospital de Trauma de Campina Grande, após complicações de saúde.
Internado desde 24 de junho de 2024 devido a uma queda que causou um sangramento na cabeça, seu quadro de saúde se agravou, levando-o à Unidade de Terapia Intensiva (UTI). Devido à idade avançada e condições de comorbidades, como hipertensão e diabetes, Biliu enfrentou dificuldades respiratórias e precisou ser entubado.

A produção do artista confirmou que a morte foi causada por uma parada cardiorrespiratória, com o Hospital de Trauma de Campina Grande emitindo uma nota oficial às 16h30 daquela segunda-feira, lamentando profundamente o falecimento do cantor e compositor às 14h55.